# Бунт базарных торговок
Бунт базарных торговок — серия крупных демонстраций и беспорядков в Гвинее в 1977 году. Поводом послужило то, что правительство установило фиксированные цены на товары, которые продавались на рынках.
Беспорядки начались 27 августа 1977 года, когда женщины, поставлявшие товары на рынок «Медина» в Конакри, начали массовые выступления против «экономической полиции», которая отвечала за контроль цен, установленных правительством, и в основной массе была коррумпирована. Беспорядки распространились по всей стране и привели к нескольким смертельным случаям.
Восстание рассматривается как важный поворотный момент в истории Гвинеи и конец радикальных «социалистических» экономических реформ, которые проводил диктатор Ахмед Секу Туре.
После смерти диктатора 27 августа стал государственным праздником, однако правительство Лансаны Конте отменило праздник в 2006 году, незадолго до нового бунта, вызванного ростом цен на рис.